# New Bavaria, Ohio
New Bavaria là một làng thuộc quận Henry, tiểu bang Ohio, Hoa Kỳ. Năm 2010, dân số của làng này là 99 người.

## Dân số
- Dân số năm 2000: 78 người.
- Dân số năm 2010: 99 người.